# Mojave King
Mojave King (* 11. Juni 2002 in Dunedin) ist ein neuseeländisch-australischer Basketballspieler.

## Werdegang
Kings Mutter Tracey und sein aus den Vereinigten Staaten stammender Vater Leonard waren Leistungsbasketballspieler in Neuseeland. Im Alter von vier Jahren zog Mojave King mit seiner Familie nach Mackay in den australischen Bundesstaat Queensland, später wuchs er im selben Land in Brisbane auf. Er wurde im Australian Institute of Sport in Canberra gefördert. King erwog 2019 einen Wechsel an eine Hochschule in den Vereinigten Staaten und schaute sich vor Ort die University of Arizona und die Baylor University an.
Er entschied sich gegen einen Wechsel in die NCAA und begann seine Profilaufbahn in der National Basketball League (NBL). In der Saison 2020/21 stand King bei den Cairns Taipans unter Vertrag, im Juli 2021 wurde er vom NBL-Konkurrenten Adelaide 36ers verpflichtet. King war Teil eines Programms, mit dem die NBL junge Spieler fördert, denen der Sprung in die nordamerikanische Liga NBA zugetraut wird. King und die anderen Spieler dieses Förderprogramms erhielten ihr Gehalt von der NBL.
Im August 2022 wurde sein Wechsel zur im US-Bundesstaat Nevada beheimateten Mannschaft NBA G League Ignite bekannt. Im Draftverfahren der NBA wählten die Los Angeles Lakers King aus und traten ihn danach an die Indiana Pacers ab. Der Sprung in die NBA gelang ihm nicht, King bestritt in der Saison 2023/24 eine Gesamtzahl von 15 Spielen für die Indiana Mad Ants in der NBA G-League.
Im Sommer 2024 wurde er von den New Zealand Breakers aus der NBL für die Saison 2024/25 verpflichtet.